# Harde-Knud/Gudfred/Gudrød
 Denne artikel bør gennemlæses af en person med fagkendskab for at sikre den faglige korrekthed.

Harde-Knud, Gudfred, Gudrød kaldes også Trælle Knud og Knud den Fundne. Han var søn af Sigurd Orm-i-Øje og adoptivsøn af Gorm den Gamle (Æthelstan). Hans biologiske mor var en engelsk prinsesse, på nordisk kaldet Blæja, som betyder sengetæppe, lagen. Hun var datter af St. Edmund, hvilket nok betyder, at Knud er født året efter St. Edmunds martyrium i 869. 
Han blev konge o. 881 over East Anglia fordi man stod og manglede en konge, så skyndte biskoppen at finde en kristen. Og så var han trods sin unge alder en, som både vikinger og englændere kunne acceptere. 
Han døde i 894/895, han nåede at få en søn: Svend, som fik sønnen Gorm den Engelske/Gothrum/Orm.
Tilnavnet Harde kommer af folkeslaget Harderne i Østengland.
Gudfred er en engelsk oversættelse af Gudrød, og Gudrød er hans hedenske danske navn.